# سارا تاوارز
سارا تاوارز (به انگلیسی: Sara Tavares) (زاده ۱ فوریه ۱۹۷۸) خواننده پرتغالی است.
او نماینده پرتغال در مسابقه آواز یوروویژن ۱۹۹۴ بود.